# Mironcillo
Mironcillo – gmina w Hiszpanii, w prowincji Ávila, w Kastylii i León, o powierzchni 15,23 km². W 2011 roku gmina liczyła 104 mieszkańców.